# Magyar F. Zoltán
Magyar F. Zoltán (Makó, 1969. január 12. –) magyar színész.

## Életrajz
1989-ben – miután leszerelt a Killián György Repülő Műszaki Főiskola sugárhajtású-repülőgépvezető szakáról – színi tanulmányait a Szegedi Nemzeti Színház akkor induló Színészképző Stúdiójában Ruszt József főrendező vezetése alatt kezdte meg. 1993-1994-ig a GNM Színitanoda hallgatója volt.
1995-től diploma nélküli szabadfoglalkozású színész. Játszott a Ruttkai Éva Színházban és az RS9 Színházban

## Színházi szerepei
A Színházi adattárban regisztrált bemutatóinak száma: 2.
- Jacob Grimm–Wilhelm Grimm–Solti Gábor: Hamupipőke (Levente, az igazságos herceg)
- Suda Balázs Róbert: Átkozott tehenek

## Filmográfia

### Nagyjátékfilmek
- Honfoglalás (1996)

### Tévéfilmek
- Kisváros (1995)
- Szomszédok (1994–1995)